# Haverford College 1980 Solo Piano
Haverford College 1980 Solo Piano (Alternativtitel: Haverford College Jan. 25, 1980) ist ein Jazzalbum von Sun Ra. Die 1980 im Haverford College in Haverford (Pennsylvania) entstandenen Aufnahmen erschienen im Dezember 2019 auf Enterplanetary Koncepts.

## Hintergrund
Trotz des Titels ist hier Sun Ras bevorzugtes Instrument das Fender Rhodes E-Piano. Das meditativ anmutende Konzert decke Ras übliche Herangehensweise an seine Solo-Produktionen ab, notierte Produzent Irwin Chusid: er spielte populäre Stücke aus dem Arkestra-Repertoire (hier „Space is the Place“ und „Love in Outer Space“), Jazzstandards (hier „St. Louis Blues“, „Rhapsody in Blue“, „Over the Rainbow“) und letztlich Improvisationen ohne Titel (hier die Titeln „Haverford Impromptu“ Nr. 1 und 2).
Zu den beiden „Haverford Impromptus“ äußerte Ra-Diskograph Christopher Trent, auf die Frage, ob er das Werk identifizieren könne: „Das ist eine Komposition, nicht improvisiert. Ich glaube nicht, dass es [zuvor] in irgendeiner Form veröffentlicht wurde. Ra erfand neue Melodien an seinem Keyboard und entwickelte sie manchmal zu fertigen Stücken für das Arkestra. Andere Werke wurden nie gründlich entwickelt, und da Ra zu Spontaneität neigt[e], könnte er sie in unerwarteten Momenten aufführen. Es gibt Aufnahmen von ihm, wie er in dem Film „A Joyful Noise“ probt. Es gibt einige Keyboard-Kompositionen, die er nur einmal aufgenommen hat und die – wie diese – nicht improvisiert klingen. Da fallen mir ‚Monorails and Satellites‘ [vom gleichnamigen Album von 1973] und ‚The Adventures of Bugs Hunter‘ ein.“
Sun Ras alter Freund (und gelegentlicher Mitarbeiter) Walt Dickerson trat ebenfalls in Haverford auf und bot eine 25-minütige Solo-Vibraphon-Improvisation dar. Dieser Track wurde digital überarbeitet und wurde ausschließlich in der Download-Edition des Albums bei Bandcamp veröffentlicht.
Eine Stereoaufnahme des Haverford-Auftritts, die zuvor unter Sammlern im Umlauf war, war leicht (und unvorhersehbar) phasenverschoben; dieses Problem konnte beim Remastering weitgehend behoben werden. Nicht zur Aufführung gehörende Artefakte und der Applaus des Publikums wurden minimiert.

## Titelliste

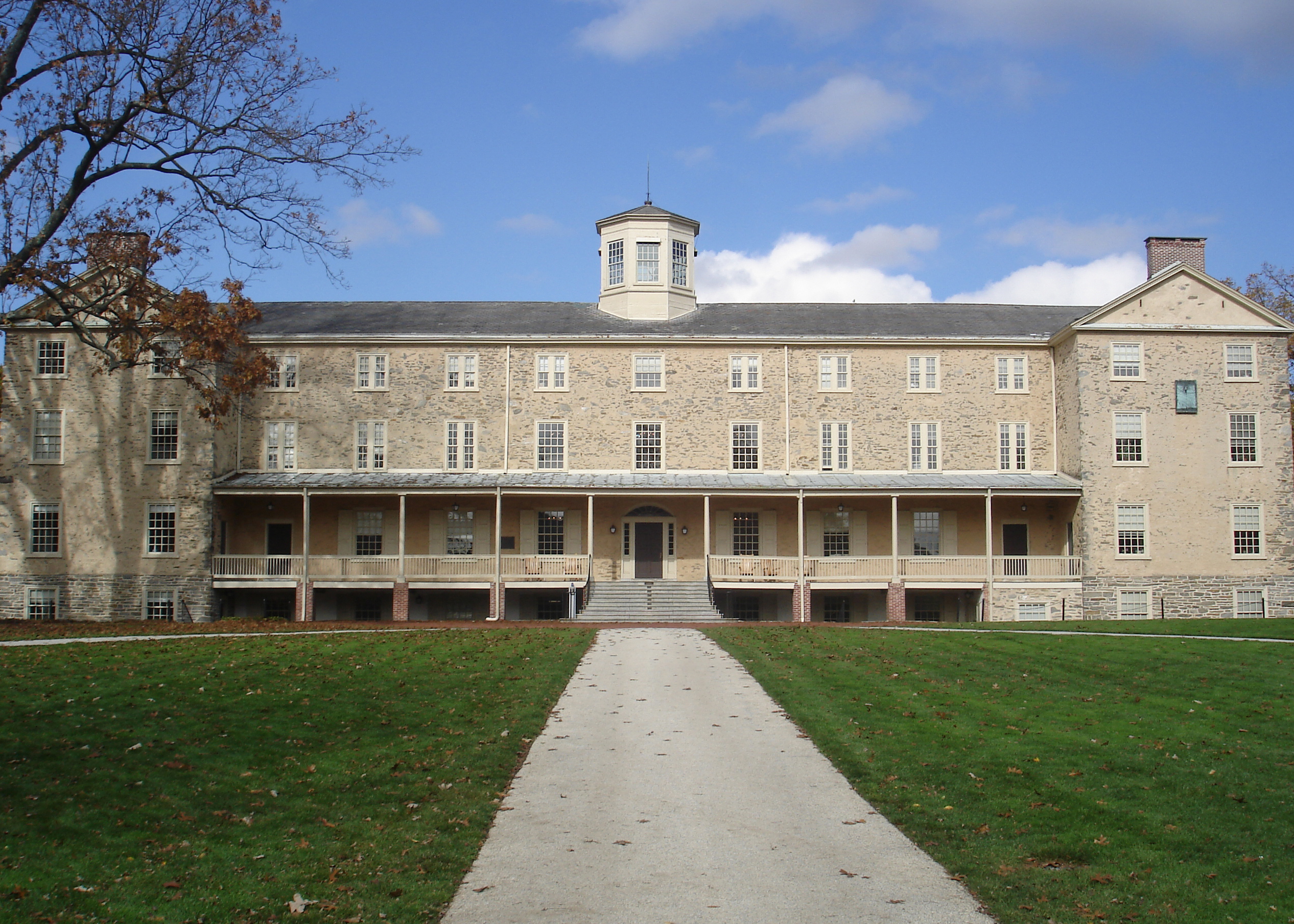
Die Founders Hall des Haverford College

- Sun Ra: Haverford College 1980 Solo Piano (Enterplanetary Koncepts)[2]

1. Love in Outer Space 4:13
2. Haverford Impromptu #1 3:21
3. Rhapsody in Blue (George Gerswhin) 4:45
4. St. Louis Blues (W. C. Handy) 4:20
5. Space Is the Place / Over the Rainbow (Sun Ra; Yip Harburg, Harold Arlen) 7:17
6. Haverford Impromptu #2 6:08
7. Walt Dickerson Vibraphone Solo (Dickerson) 24:40

Wenn nicht anders vermerkt, stammen die Kompositionen von Sun Ra.

## Rezeption
Nach Ansicht von Hank Shteamer, der das Album im Rolling Stone rezensierte, habe der Mitschnitt einen beiläufigen Charme, der einen allmählich in seinen Bann zieht, fast so, als ob man einem der größten musikalischen Köpfe des 20. Jahrhunderts zuhöre, wie er ein vom Strom seines Bewusstseins inspiriertes Cocktail-Piano spielt und beiläufig beliebte Standards mit berauschenden, außerirdisch inspirierten eigenen Stücken verbinde. Dies werde am Beispiel von Ras Medley seiner eigenen Erkennungsmelodie „Space Is the Place“ und „Somewhere Over the Rainbow“ deutlich, so der Autor. „Er beginnt mit etwa zwei Minuten sanft mäandrierender Lyrik und fängt schließlich an, das Thema ‚Weltraum‘ anzudeuten.“ Gerade als es so aussieht, als würde er sich in das Stück einleben, gehe er dazu über, Fragmente des Wizard of Oz-Klassikers einzuarbeiten und die beiden Songs miteinander zu vermischen. Gegen 4:30 unternehme er einen abstrakten Ausflug, der an seinen Status als Free-Jazz-Pionier erinnere, bevor er schnell wieder auf üppiges, melodisches Territorium zurückkehre. Die letzten zwei Minuten des Stücks würden sich wie ein psychedelischer Echtzeit-Remix dessen anhören, was zuvor kam, eine unheimliche Mischung aus Gesang und reinem Sound, die bündele, was für ein radikaler und zukunftsorientierter Künstler der Keyboarder war.